# Barbara Shelley
Pour les articles homonymes, voir Shelley.
Barbara Shelley, née Barbara Teresa Kowin le 13 février 1932 dans le quartier de Harrow à Londres et morte le 4 janvier 2021 à Londres, est une actrice anglaise, surtout connue pour ses interprétations dans le cinéma fantastique.

## Biographie
Barbara Shelley étudie très tôt la comédie. Sa carrière au cinéma débute en 1952, sous la direction de l'une des figures majeures de la Hammer Film Productions, Terence Fisher. Mais l'essentiel de sa carrière s'échelonne sur une quinzaine d'années, soit de 1955 à 1970.
Après avoir interprété un petit rôle dans un film de celui qui fut son professeur d'art dramatique, Terence Fisher, Mantrap, Barbara Shelley alla tourner huit films en deux ans en Italie, de 1954 à 1956. Ce fut une période qu'elle dit avoir beaucoup appréciée. À son retour au Royaume-Uni, elle joue le rôle de la femme-léopard dans Cat Girl, d'Alfred Shaughnessy (1957), remake du classique de Jacques Tourneur, Cat People (1942). Par la suite, elle obtient la vedette dans trois films qui deviennent des classiques du cinéma fantastique : Le Sang du vampire (Blood of the Vampire), de Henry Cass (1958), Le Village des damnés (Village of the Damned), de Wolf Rilla (1960) et Le Spectre du chat (Shadow of the Cat), de John Gilling (1961).
C'est grâce à maison de production britannique Hammer Film Productions que Barbara Shelley se fait véritablement connaître auprès des cinéphiles. Elle interpréta notamment le rôle de la possédée Carla dans La Gorgone (The Gorgon), de Terence Fisher (1964). Mais c'est avec Dracula, prince des ténèbres (Dracula, Prince of Darkness), de Terence Fisher (1965), que Barbara Shelley connaît la consécration en tant qu'héroïne du cinéma fantastique. Il convient de préciser que son coéquipier, Christopher Lee, avait lui aussi connu la célébrité dans le rôle du célèbre vampire dans le film Le Cauchemar de Dracula (Horror of Dracula) (1958), de Terence Fisher, au côté d'un autre grand nom de la Hammer, l'acteur britannique Peter Cushing (Dr Van Helsing). En 1967, après avoir incarné le rôle de la comtesse dans le film Raspoutine, le moine fou (Rasputin, the Mad Monk), de Donald Sharp, l'actrice britannique joue dans un autre classique de la Hammer, Les Monstres de l'espace (Quatermass and the Pit / Five Millions Years to Earth).
Barbara Shelley a joué en tout dans environ trente longs-métrages et téléfilms. À la télévision, elle a participé notamment à plusieurs séries britanniques : The Saint (Le Saint, avec Roger Moore), Destination Danger, Man in a suitcase (L'Homme à la valise), The Avengers (Chapeau melon et bottes de cuir), etc.

### Fin de vie et mort
Retraitée, Barbara Shelley s'est occupée de décoration intérieure.
Elle meurt le 4 janvier 2021 à l'âge de 88 ans du COVID-19.

### Hommage
Francis Moury, un passionné de cinéma fantastique britannique, a écrit à propos de Barbara Shelley : « Son érotisme de la dualité, un des plus profonds et des plus subtils qui soit, conjugué à une humanité raffinée et une modestie constantes en font une comédienne discrète et professionnelle, d'autant plus attachante pour ses fans. »

## Filmographie sélective
- 1953 : Mantrap de Terence Fisher, (connu aux États-Unis sous les titres Man in Hiding), où elle figure sous son vrai nom, Barbara Korwin : rôle sans nom
- 1955 : Luna nova de Luigi Capuano
- 1955 : Destinazione Piovarolo de Domenico Paolella
- 1955 : I Quattro del Getto Tonante de Fernando Cerchio
- 1955 : Ballata Tragica de Luigi Capuano
- 1955 : La Bague fatale (Lacrime di sposa) de Sante Chimirri
- 1955 : Motivo in Maschera de stefano Canzio
- 1956 : Totò, Peppino e i fuorilegge de Camillo Mastrocinque : La baronne
- 1957 : Suprema confessione de Sergio Corbucci : Bettina
- 1957 : Cat Girl de Alfred Shaughnessy
- 1957 : End of the Line de Charles Saunders
- 1957 : The Solitary child de Gerald Thomas
- 1958 :
  - The Camp on Blood Island de Val Guest : Kate
  - Le Sang du vampire (Blood of the Vampire) d'Henry Cass : Madeleine
- 1959 :
  - Murder at Site 3 (Hammer) : Susan
  - The End of the Line
  - Deadly Record de Lawrence Huntington : Susan Webb
- 1959 : Bobbikins de Robert Day
- 1960 : Destination Danger (série télévisée), épisode 'Le traitre' (The Traitor) : Louise Goddard
- 1960 : Le Village des damnés (Village of the Damned) de Wolf Rilla : Anthea Zellaby
- 1960 : A Story of David de Bob McNaught
- 1961: Le Spectre du chat (Shadow of the Cat), de John Gilling, Hammer : Beth Venable
- 1961 : Chapeau melon et bottes de cuir (série télévisée) : Susan Summers
- 1962: Stranglehold : Chris Morrison
- 1962: Death Trap (Edgar Wallace Mysteries: Death Trap) de John Moxey : Jean Anscomb
- 1962: Le Saint (série télévisée) : Un souvenir de famille (saison 1 épisode 4) : Valerie North
- 1964: La Gorgone (titre de Festival-inédit en France) (The Gorgon), de Terence Fisher : Carla Hoffman
- 1965: The Secret of Blood Island (P.O.W. Prisonners of War), Hammer : Elaine
- 1965: Dracula, prince des ténèbres (Dracula: Prince of Darkness Connu aussi sous les titres: Disciple of Dracula, Dracula 3, Revenge of Dracula, The Bloody Scream of Dracula), de Terence Fisher : Helen
- 1966: Raspoutine, le moine fou de Don Sharp (Hammer) : Sonia
- 1967: Les Monstres de l'espace (Quatermass and the Pit/Five Million years to Earth connu aussi sous le titre The Mind Benders), Hammer : Barbara Judd
- 1967: Chapeau melon et bottes de cuir (Bons baisers de vénus): Vénus Brown
- 1974 : Histoire de fantômes  (Ghost Story) (connu aussi aux États-Unis sous le titre Madhouse Mansion) de Stephen Weeks : La matronne
- 1978: The Comedy of Errors (TV) : Courtisane
- 1980: Pride and Prejudice (mini TV série) : Madame Gardiner
- 1981: The Borgias (mini TV série) : Vannozza Canale
- 1984 : Doctor Who (série télévisée) « Planet of Fire » : Sorasta
- 1987: The Dark Angel (Uncle Silas, TV série américaine) : Cousine Monica
- 1988 : Maigret (TV) de Paul Lynch : Louise Maigret